# Nuevo Lindero
Nuevo Lindero es una localidad del estado mexicano de Guanajuato. Es parte del municipio de León.

## Demografía
| Gráfica de evolución demográfica |
|                                  |

| Censo | Población |
| ----- | --------- |
| 1950  | 238       |
| 1960  | 304       |
| 1970  | 332       |
| 1980  | 463       |
| 1990  | 677       |
| 2000  | 731       |
| 2010  | 896       |
| 2020  | 1 152     |